# Oncideres magnifica
Oncideres magnifica là một loài bọ cánh cứng trong họ Cerambycidae.